# Liste der Universitäten in Nebraska
Liste von Universitäten und Colleges im US-Bundesstaat Nebraska:

## Staatliche Hochschulen
- University of Nebraska
  - University of Nebraska-Lincoln
  - University of Nebraska at Kearney
  - University of Nebraska Omaha
  - University of Nebraska Medical Center
  - Nebraska College of Technical Agriculture
- Nebraska State College System
  - Chadron State College
  - Peru State College
  - Wayne State College

## Private Hochschulen
- Bellevue University
- Clarkson College
- College of Saint Mary
- Concordia University
- Creighton University
- Dana College
- Doane College
- Grace University
- Hastings College
- Midland Lutheran College
- Nebraska Christian College
- Nebraska Methodist College
- Nebraska Wesleyan University
- Summit Christian College
- Union College
- York College